# Commelina communis
Commelina communis é uma erva anual pertencente à família Commelinaceae. É nativa de grande parte da Ásia Oriental e do norte do Sudeste Asiático. Na China, é chamada de yazhicao (chinês tradicional: 鴨跖草, chinês simplificado: 鸭跖草, pinyin: yāzhīcǎo), que significa "erva de pé de pato", enquanto no Japão é conhecida como tsuyukusa (露草, tsuyukusa), ou "erva de orvalho". Foi introduzida em partes da Europa Central e Sudeste, além de grande parte do leste da América do Norte, onde se tornou uma erva daninha invasora. É comum em locais perturbados e solos úmidos. Suas flores, que surgem do verão ao outono, são distintas, com duas pétalas azuis relativamente grandes e uma pétala branca muito pequena.
Commelina communis é a espécie-tipo de seu extenso gênero. Lineu escolheu o nome Commelina em homenagem aos dois botânicos holandeses da família Commelijn, simbolizando-os com as duas pétalas grandes e vistosas da planta. Lineu descreveu a espécie na primeira edição de sua obra seminal, Species Plantarum, em 1753. Muito antes de ser estudada na Europa, a planta já era usada há gerações na medicina tradicional chinesa. Suas flores também foram utilizadas no Japão para produzir um corante e pigmento empregados em muitas gravuras Ukiyo-e de xilogravura japonesa dos séculos XVIII e início do XIX. Na era moderna, a planta tem uso limitado como organismo-modelo em fisiologia vegetal, devido à sua complexa química de pigmentos e à facilidade de observação de seus estômatos.
Considerada uma erva daninha tanto em áreas onde foi introduzida quanto em partes de sua distribuição nativa, Commelina communis tem interações com polinizadores bem estudadas, que apoiaram hipóteses importantes sobre polinização no campo da ecologia vegetal. Pesquisas recentes também revelaram que a planta pode bioacumular diversos metais, tornando-a uma candidata para revegetação e fitorremediação de minas de cobre contaminadas. Vários animais e fungos utilizam a planta como fonte de alimento, com algumas espécies se alimentando exclusivamente dela.

## Descrição

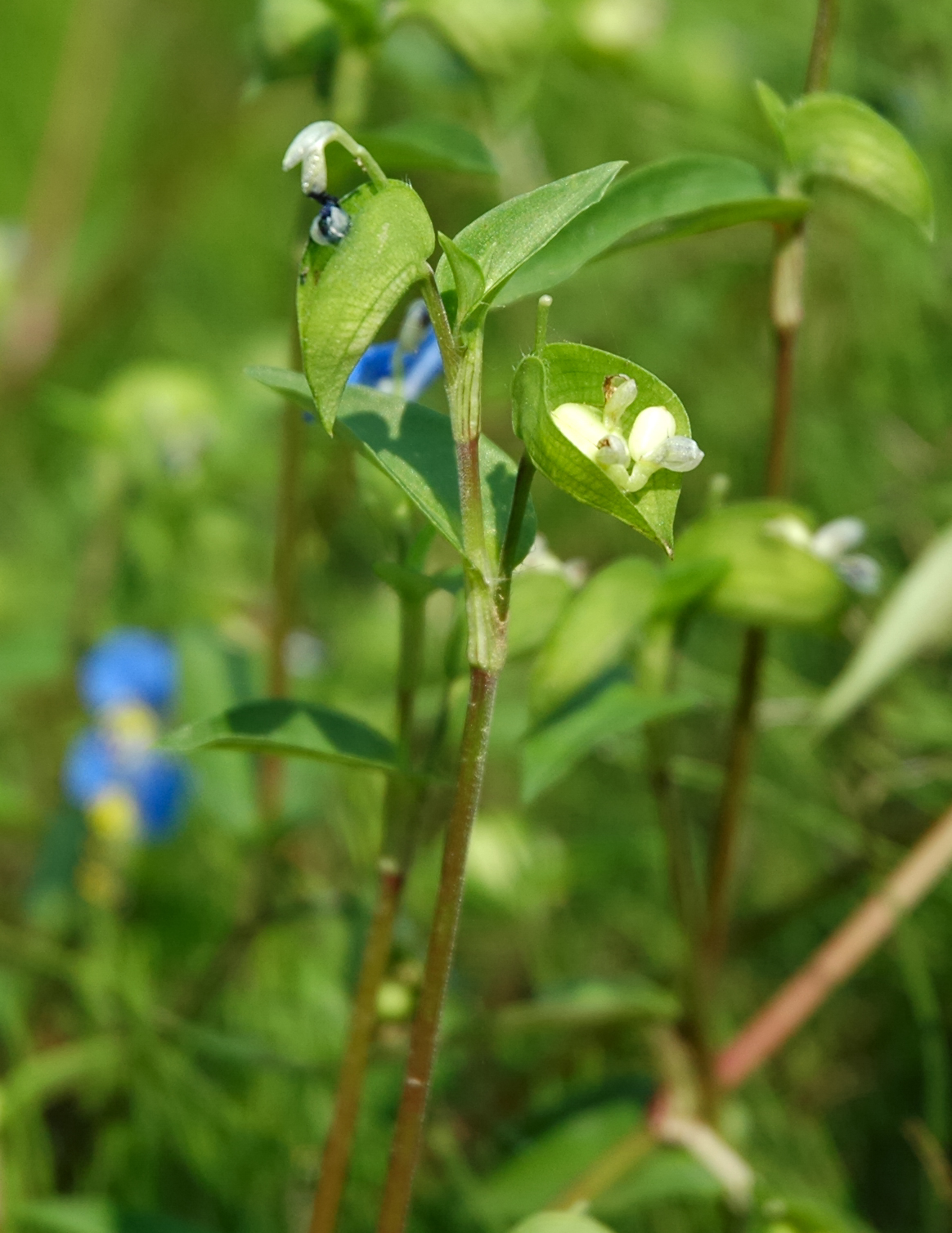
A espatácea à esquerda mostra duas flores murchas, uma no cincino superior e outra no inferior; a espatácea à direita apresenta duas cápsulas começando a se formar no cincino inferior; observe as veias contrastantes em ambas as espatáceas.

Commelina communis é uma erva anual com caules geralmente decumbentes, ou seja, prostrados na base, mas eretos nas extremidades, embora alguns indivíduos possam ser simplesmente eretos. Os caules, amplamente ramificados, tendem a enraizar nos nodos basais. A pilosidade dos caules é variável, mas padrões comuns incluem uma linha de pelos contínua com a bainha foliar, ou podem ser glabros na base, sem pelos, e pubérulos nas extremidades, cobertos por pelos finos. As folhas são sésseis, sem pecíolo, ou subpecioladas, com pecíolos muito curtos. As bainhas foliares são cilíndricas, por vezes listradas de vermelho, geralmente glabras, mas com margens frequentemente pubérulas ou pilosas, com pelos finos e macios. As lâminas foliares variam de lanceolado estreito a ovado–elíptico, entre o formato de ovo e elipse, medindo de 3 a 12 cm de comprimento por 1 a 4 cm de largura. As lâminas podem ser glabras a pubérulas, com margens escabrescentes, ou seja, ligeiramente ásperas. As extremidades das folhas são agudas, terminando em ponta rapidamente, ou acuminadas, com a ponta se desenvolvendo gradualmente. As bases das folhas são oblíquas, ou seja, assimétricas.
As flores estão dispostas em inflorescências chamadas cincinos. Trata-se de uma forma de monocásio em que os ramos laterais surgem alternadamente. Os cincinos são sustentados por uma espatácea, uma folha modificada. As espatáceas solitárias medem geralmente de 1,2 a 3 cm de comprimento, mas podem alcançar até 3,5 cm, e de 0,8 a 1,3 cm de altura, por vezes até 1,8 cm. As espatáceas não curvadas têm uma base cordada, ou em forma de coração, esbranquiçada, contrastando com suas veias verde-escuras. Suas margens são desprovidas de pelos, levemente escabrosas, ou ásperas, e não fusionadas, sendo distintas até a base. Seus ápices são agudos a acuminados, e as superfícies podem ser glabras, pubérulas ou hirsutas–ciliadas, com pelos mais longos e desgrenhados. As espatáceas são sustentadas por pedúnculos, ou hastes, que medem de 0,8 a 3,5 cm, e às vezes até 5 cm de comprimento.

Frequentemente, há dois cincinos presentes, embora o cincino superior, ou distal, possa ser vestigial. O cincino inferior, ou proximal, contém de 1 a 4 flores e está quase completamente incluído na espatácea, enquanto o cincino superior tem 1 a 2 flores masculinas e mede cerca de 8 mm de comprimento. As flores individuais são sustentadas por brácteas que caem cedo no desenvolvimento. Os pedicelos que sustentam as flores, e posteriormente os frutos, são eretos inicialmente, mas curvam-se quando em fruto, medindo cerca de 3 a 4 mm. As 3 sépalas côncavas e membranosas são discretas, mas persistem após o desenvolvimento do fruto; o par lateral é fusionado na base, medindo apenas 4,5 a 5 mm de comprimento por 3 a 3,7 mm de largura, sendo elípticas e glabras. A sépala inferior é lanceolada, com cerca de 4,5 mm de comprimento por 2,2 mm de largura. As duas pétalas superiores são azuis a anil, enquanto a pétala inferior, muito menor, é branca. As duas pétalas superiores medem de 9 a 10 mm de comprimento por 8 a 10 mm de largura, enquanto a pétala inferior mede de 5 a 6 mm de comprimento por cerca de 6 mm de largura. As duas pétalas superiores consistem em uma garra de cerca de 3 mm de comprimento e um limbo amplamente ovado com ápice agudo e base cuneada-cordada.
Há três estames férteis localizados na parte inferior da flor e três estames inférteis na parte superior, chamados estaminódios. Os estames férteis são dimórficos: o par lateral possui anteras marrom a anil, medindo cerca de 2 mm de comprimento, elípticas, com base sagitada, ou em forma de ponta de flecha. Seus filamentos têm cerca de 10 a 12 mm de comprimento. O estame fértil central possui uma antera amarela, elíptica, com conectivo marrom e base hastada, ou em forma de ponta de lança, com lobos em ângulos retos. A antera mede cerca de 2,5 mm de comprimento, enquanto seu filamento tem de 5 a 6 mm. Os três estaminódios são semelhantes, com anteródios amarelos, cruciformes, ou em forma de cruz, com cerca de 2 mm de comprimento em filamentos de cerca de 3 mm. Às vezes, os anteródios apresentam uma mancha marrom central. Cada anteródio possui dois sacos polínicos laterais abortivos. O ovário é elipsoide, com cerca de 2 mm de comprimento, e possui um estilo de cerca de 1,3 cm de comprimento.
O fruto é uma cápsula deiscente, elipsoide, com dois lóculos, cada um contendo duas sementes. A cápsula é glabra, marrom, mede de 4,5 a 8 mm de comprimento e se divide em duas válvulas. As sementes são marrons ou amarelo-acastanhadas, deltoides, ou aproximadamente triangulares. São dorsiventrais, com a superfície ventral plana e a dorsal convexa. As sementes variam de 2,5 a 4,2 mm de comprimento, mas podem ter apenas 2 mm, e de 2,2 a 3 mm de largura. Suas superfícies são rugosas, com padrão reticulado e densamente cobertas por grânulos menores, com grânulos maiores esparsos.

## Taxonomia
Commelina communis foi descrita pela primeira vez em 1753 por Lineu na primeira edição de sua obra Species Plantarum, junto com outras oito espécies do gênero. A planta é a espécie-tipo do gênero. O nome científico Commelina foi escolhido em homenagem aos botânicos holandeses Jan Commelijn e Caspar Commelin, usando as duas pétalas grandes e vistosas para simbolizá-los. Vários nomes dados a plantas consideradas espécies distintas caíram em sinonímia com C. communis. Albrecht Wilhelm Roth criou o primeiro sinônimo, C. polygama, em 1790. Wenceslas Bojer descreveu o que acreditava serem duas novas espécies, C. barabata e C. salicifolia, em sua obra Hortus Mauritianus, ambas rapidamente identificadas como idênticas à C. communis. Karl Sigismund Kunth criou o sinônimo Commelina willdenowii em 1841. Por fim, populações coreanas da espécie foram nomeadas sob o sinônimo C. coreana em 1910 por Augustin Abel Hector Léveillé.
Muitas variedades também foram nomeadas. C. communis var. ludens foi criada por Charles Baron Clarke após ser rebaixada do status de espécie completa, no qual foi colocada por Friedrich Anton Wilhelm Miquel em 1861. A variedade distingue-se por flores mais escuras, anteródios com manchas marrom centrais, cimas distais menos desenvolvidas que geralmente não produzem flores e espatáceas proporcionalmente mais largas. A obra Flora of Japan de Jisaburo Ohwi também considera a variedade geograficamente distinta, afirmando que é restrita a áreas montanhosas. Alguns pesquisadores ainda aceitam essa variedade, mas outros, como Robert B. Faden, consideram impossível separá-la consistentemente da variedade-tipo. Outra variedade, C. communis var. hortensis, nomeada por Tomitaro Makino [en], aparentemente uma forma cultivada originada de C. communis var. ludens no Japão, também é aceita por alguns botânicos. Ela se diferencia por ter flores vistosas maiores, usadas para produzir um corante. Uma forma variada chamada C. communis var. ludens f. aureostriata, nomeada por Frank C. MacKeever em 1961, ocorre aleatoriamente em grande parte da distribuição da espécie.

## Distribuição e habitat
A distribuição nativa da planta abrange grande parte da Ásia Oriental e Sudeste Asiático, incluindo China, Taiwan, Japão, Coreia, Extremo Oriente Russo, Camboja, Laos, Malásia, Tailândia, Índia, Irã e Vietnã. Na China, está presente em todas as províncias, exceto Chingai, Ainão, Xinjiang e Tibete. No Japão, é encontrada em grande parte do país, de Hocaido ao sul até Quiuxu. Na Rússia, ocorre naturalmente em Sacalina e no Extremo Oriente, em áreas próximas ao rio Ussuri.
A espécie foi introduzida em grande parte da Europa e no leste da América do Norte. Na Europa, está presente da Europa Central até o oeste da Rússia. Especificamente, é conhecida na Itália, ao norte até a Suíça, a leste pelas regiões da antiga Iugoslávia, nas áreas ao redor do mar Negro, incluindo Romênia, Principado da Moldávia e Ucrânia (exceto Crimeia), ao norte pela bacia do rio Dniepre até Bielorrússia e Rússia, continuando a leste pelas regiões ao redor do rio Dom e do rio Volga, ao sul até sua interseção no canal Volga-Dom e ao norte até as áreas ao redor do lago Ladoga e do lago Ilmen, e mais a leste até as regiões do rio Ural e do rio Kama. Também está presente na República Tcheca e na Eslováquia. Na América do Norte, está presente nas províncias de Ontário e Quebec, no Canadá, e na maioria dos estados do leste e centro dos Estados Unidos, de Massachusetts e Nova York a nordeste, a oeste até Minnesota e ao sul pelas Grandes Planícies até o Texas, e a leste até a Flórida.
Em sua distribuição nativa, a planta é típica de locais úmidos e abertos, incluindo bordas de florestas sombreadas e áreas úmidas de campos agrícolas, pomares, valas e margens de estradas. Em Taiwan, pode ser encontrada em altitudes de 350 a 2.400 m. Em áreas onde é uma erva daninha introduzida, é mais comum em locais degradados, mas também ao longo de bordas de campos, florestas e pântanos, ocasionalmente penetrando em florestas.

## Ecologia
Commelina communis é considerada uma erva daninha invasora em muitas áreas onde foi introduzida. Nos Estados Unidos, o Departamento de Conservação e Recreação da Virgínia, por exemplo, classifica a espécie como "ocasionalmente invasora" em sua lista de Espécies de Plantas Invasoras da Virgínia. Isso significa que a planta "não afeta os processos ecossistêmicos, mas pode alterar a composição da comunidade vegetal ao competir com uma ou mais espécies nativas". A espécie geralmente é limitada a locais perturbados, de onde se espalha relativamente lentamente. Em sua distribuição nativa na China, também é considerada uma praga em algumas áreas, especialmente no nordeste do país, onde causou danos agrícolas significativos em pomares.
A planta tem sido usada em estudos de polinização sobre o comportamento das plantas em relação aos seus polinizadores. Um experimento importante testou a hipótese de que guias florais (padrões e cores em anteras e pétalas) promovem simultaneamente a visita de polinizadores e evitam visitas em que o polinizador não entra em contato com o estigma ou as anteras, conhecido como roubo de pólen. Como as flores de C. communis não oferecem néctar, elas fornecem apenas pólen como recompensa. Para atrair polinizadores, a planta possui três tipos de órgãos florais coloridos: as grandes pétalas azuis, anteras férteis amarelas e anteródios inférteis amarelos sem pólen. Quando os anteródios inférteis foram removidos experimentalmente em populações naturais, o número total de visitas florais diminuiu, apoiando a hipótese de que esses anteródios enganam os polinizadores, sugerindo uma oferta maior do que a real. Quando a antera fértil amarela central foi removida, deixando apenas duas anteras férteis marrons, a frequência de visitas legítimas às flores diminuiu, indicando que os visitantes não estavam polinizando, sugerindo que os sinais florais também previnem o "roubo" de pólen. Assim, tanto as anteras férteis quanto os anteródios inférteis desempenham papéis importantes em aumentar as visitas e orientar os polinizadores para um ponto de pouso adequado para a polinização.

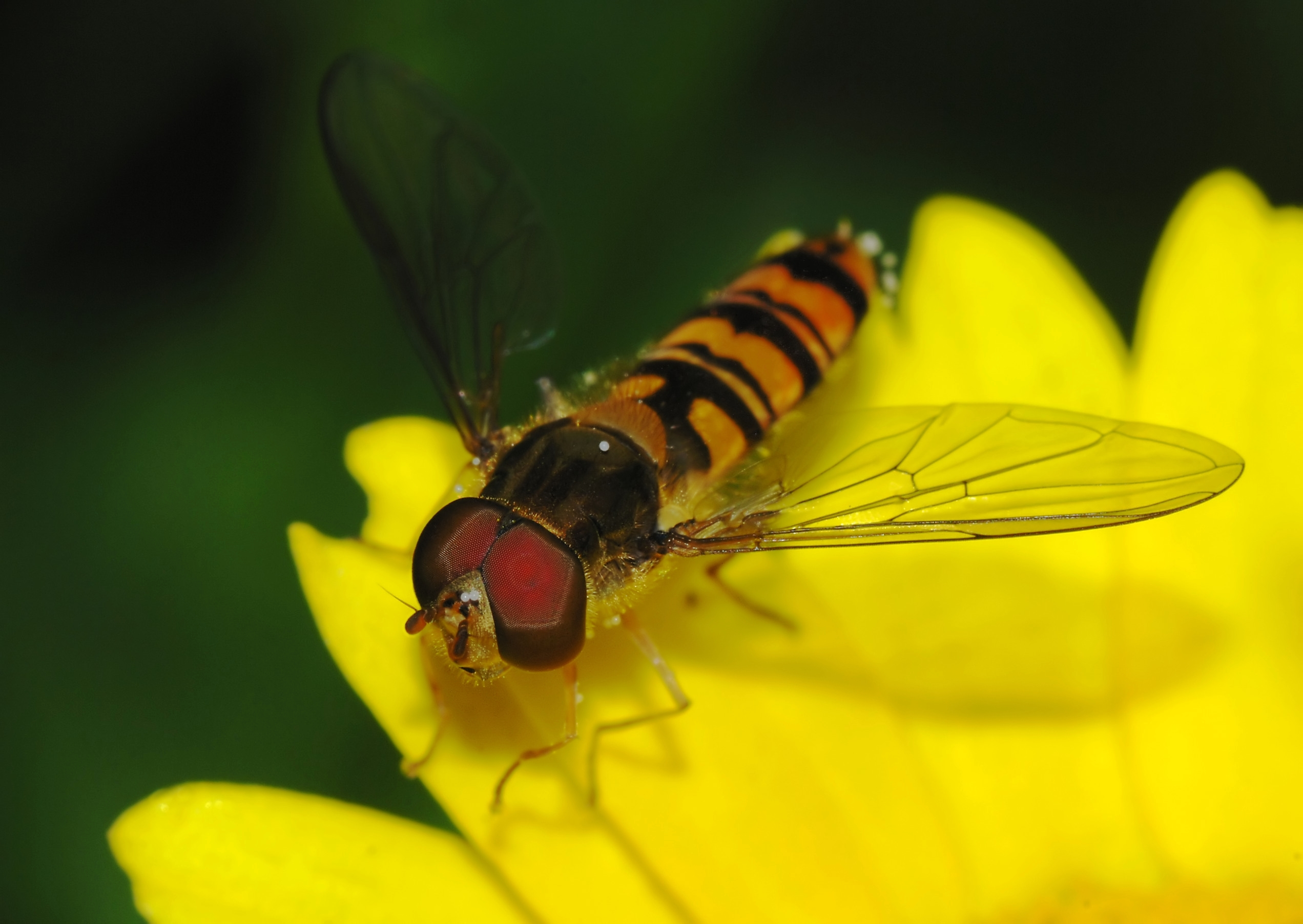
Uma mosca en, a polinizadora mais comum de Commelina communis em grande parte de sua distribuição.

Estudos recentes mostraram que populações silvestres de C. communis encontradas em depósitos de minas de cobre no leste da China apresentaram concentrações muito altas de cobre, as maiores entre as 48 espécies testadas. A planta acumulou cerca de 361 mg/kg de cobre, enquanto a espécie com a segunda maior concentração, Polygonum macrathum, acumulou 286 mg/kg. Cinco das espécies examinadas, incluindo C. communis, também apresentaram altas concentrações de outros metais, como zinco, chumbo e cádmio. Os resultados sugerem que a planta é uma boa candidata para revegetação e fitorremediação de depósitos de minas de cobre.
Dez espécies de fungos foram encontradas em C. communis, quatro das quais podem infectá-la, enquanto 12 espécies de insetos estão associadas à planta. Dois dos fungos, Kordyana commelinae e Phyllosticta commelinicola, são considerados específicos para C. communis. Dos dez fungos, sete são Basidiomycota e três são Ascomycota. Nove dos doze insetos associados são besouros, sete dos quais pertencem ao gênero Lema, enquanto os outros dois pertencem às famílias Hispidae e Pentatomidae. Os três insetos restantes incluem uma espécie de mariposa, Pergesa acteus, e dois percevejos, Aphis commilinae e Aeschrocoris ceylonicus. Polinizadores importantes incluem Apis cerana, Episyrphus balteatus [en] e Bombus diversus.

## Usos

### Medicina e alimentação

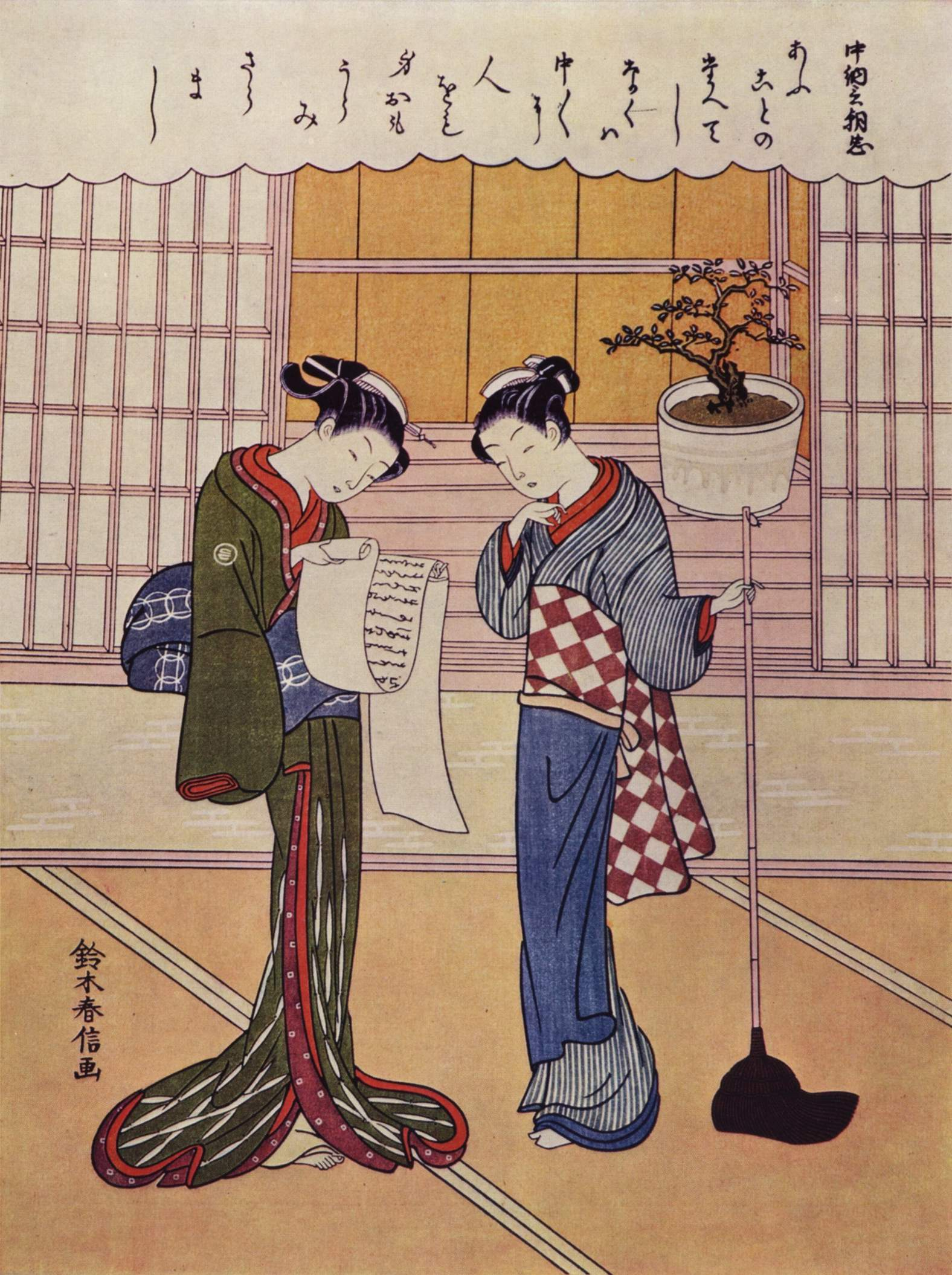
Xilogravura Ukiyo-e de Hozumi Harunobu; acredita-se que o pigmento azul usado no quimono seja aigami, feito das pétalas de Commelina communis; a alternativa seria ai, derivado de Polygonum tinctorum.

Na China, a planta é usada como erva medicinal com efeitos antipiréticos, anti-inflamatórios e diuréticos. Também é utilizada no tratamento de dores de garganta e amigdalite. Investigações farmacológicas recentes revelaram que Commelina communis contém pelo menos cinco compostos ativos. Um deles, o ácido p-hidroxicinâmico, apresenta atividade antibacteriana, enquanto outro, o D-manitol, tem efeito antitússico. Na China e na Índia, a planta também é usada como vegetal e cultura de forragem.

### Pigmento e corante
No Japão, há uma indústria significativa de corantes dedicada à planta. A suposta variedade Commelina communis var. hortensis, aparentemente uma forma cultivada derivada de outra suposta variedade, Commelina communis var. ludens, é cultivada por suas pétalas maiores, que produzem um suco azul usado na fabricação de um papel chamado boshigami ou aigami (藍紙), um produto famoso da vila de Yamada, na prefeitura de Shiga. O papel é geralmente reumedecido, permitindo que o pigmento seja reabsorvido em água para uso como corante. O corante, também chamado de aigami, mas também de aobanagami (青花紙) ou tsuyukusairo (露草色), é composto principalmente de malonil awobanina e foi amplamente usado como colorante em xilogravuras japonesas dos séculos XVIII e XIX, especialmente na era inicial do Ukiyo-e. O colorante foi utilizado por artistas famosos do Ukiyo-e, como Torii Kiyonaga. No entanto, o aigami desbota para um amarelo-esverdeado em poucos meses quando exposto à luz solar. Como resultado, foi eventualmente substituído pelo azul da Prússia, uma cor mais estável, que apareceu comercialmente pela primeira vez em 1829 na obra de Keisai Eisen. A planta também é cultivada para seu corante no norte da China. Outros usos do colorante incluem a criação de desenhos preparatórios em tecidos antes da tingidura com outros pigmentos.
Comelinina, o pigmento azul das flores de C. communis, é uma metaloantocianina. É um complexo de 4 íons Mg2+ quelando seis moléculas de antocianina.

### Fisiologia e desenvolvimento vegetal
Commelina communis também é usada como organismo-modelo em fisiologia vegetal e desenvolvimento vegetal em menor extensão, especialmente em relação à fisiologia dos estômatos e à biologia do desenvolvimento de pigmentação. Por exemplo, o pigmento azul das pétalas de C. communis foi mostrado como consistindo em um grande complexo de seis antocianinas, seis flavonas e dois íons de magnésio associados, demonstrando que complexos supramoleculares de vários copigmentos e metais quelatos frequentemente determinam a cor. Outras pesquisas com a planta ajudaram a explicar os sistemas de fotopercepção em plantas, como as respostas estomáticas à luz azul versus espectros de luz vermelha, a percepção do ácido abscísico e seu papel na sinalização celular, particularmente no que diz respeito à função estomática, o papel dos vanadatos na inibição da abertura estomática, e a necessidade de cálcio no fechamento estomático, entre outros tópicos. Seu uso difundido em estudos estomáticos se deve ao fato de que suas folhas produzem cascas epidérmicas excepcionais, consistentemente de uma camada celular de espessura. Essa mesma qualidade torna a planta popular em exercícios laboratoriais no ensino superior para demonstrar a função e morfologia estomática. A pressão de turgor das células-guarda e sua regulação na abertura e fechamento dos estômatos são particularmente fáceis de demonstrar com C. communis.